# Tour Ethiopian Meles Zenawi
El Tour Ethiopian Meles Zenawi, es un carrera ciclista masculina por etapas que se desarrolla a finals de agosto y principio de septiembre en Etiopía. Forma parte del UCI Africa Tour en categoría 2.2 desde 2016. La carrera es un homenaje al primer ministro etíope Meles Zenawi.

## Palmarés
| Año  | Ganador      | Segundo          | Tercero            |
| ---- | ------------ | ---------------- | ------------------ |
| 2016 | Tedros Redae | Alem Grmay Abebe | Getachew Atsbha    |
| 2017 | Willie Smit  | Kibrom Hailay    | Fiseha Gebremariam |